# فون (أونتاريو)
فون، أونتاريو (بالإنجليزية: Vaughan)‏ هي مدينة كندية تقع في مقاطعة أونتاريو.تابعة لبلدية يورك المناطقية وتقع في شمال مدينة تورنتو تبلغ مساحة هذه المدينة 273.5809 (كم²)، ويبلغ عدد سكانها 306,233 نسمة حسب إحصاء سنة 2016 م، بينما كان يسكنها 182022 نسمة في سنة 2001 م. تحتل هذه المدينة المرتبة رقم 18 بين مدن كندا. 

## توأمة
لفاوجان (أونتاريو) اتفاقيات توأمة مع كل من:
- الرملة، فلسطين المحتلة
- سورا، إيطاليا (سورا، لاتسيو)
- لانتشانو، إيطاليا
- ياكوتسك، روسيا
- ديليا، إيطاليا
- يانغتشو، جمهورية الصين الشعبية (1995 - )[7]

## أعلام
- داف جيبسون
- جوردن ستيوارت
- توماس غرهام
- بيتر باترسون

## وصلات خارجية
- الأطلس الحكومي لكندا
- إحصاءات كندا مع ساعة تعداد السكان